# Репьевка (Ртищевский район)
Репьевка — село в Ртищевском районе Саратовской области России. Входит в состав Макаровского муниципального образования. Основано в 1794 году.

## География
Находится в северо-западной части Саратовского Правобережья, в пределах Окско-Донской равнины, в лесостепной зоне, на берегах реки Тамалы, на расстоянии примерно 35 километров (по прямой) к северо-западу от города Ртищево. Абсолютная высота — 151 метр над уровнем моря.
Климат
Климат характеризуется как умеренно континентальный с холодной малоснежной зимой и сухим жарким летом. Среднегодовая температура воздуха — 4,4 °C. Средняя многолетняя температура самого холодного месяца (января) составляет −11,7 °С (абсолютный минимум — −43 °С), температура самого тёплого (июля) — 20 — 22 °С (абсолютный максимум — 40 °С). Средняя продолжительность безморозного периода 145—155 дней. Среднегодовое количество атмосферных осадков — 550 мм, из которых 225—325 мм выпадает в период с апреля по октябрь. Снежный покров держится в среднем 130—135 дней в году.
Часовой пояс
Село Репьевка, как и вся Саратовская область, находится в часовой зоне МСК+1. Смещение применяемого времени относительно UTC составляет +4:00.

## Население
| 2002 | 2010 |
| ---- | ---- |
| 352  | ↘321 |

Половой состав
По данным Всероссийской переписи населения 2010 года в половой структуре населения мужчины составляли 50,5 %, женщины — соответственно 49,5 %.
Национальный состав
Согласно результатам переписи 2002 года, в национальной структуре населения русские составляли 99 % из 352 чел.

## Известные жители
- Муромцев, Виктор Николаевич (1912—1945) — фронтовой кинооператор в годы Великой Отечественной войны, лауреат Сталинской премии (1947).